# Локомотиви БДЖ серия 81.000
Теснолинейните локомотиви серия 81.000 са строени и доставени от „Машиностроителен завод“ – град Камбарка (Русия) по обща поръчка (10 броя) - за БДЖ и български промишлени предприятия. Имат заводско означение ТУ7 и са доставяни за много държави. Те нямат фабрични номера, пристигат през 1982 г. и получават серия 94 (94-01 до 94-10). Разпределени са както следва: 4 броя за заводите на целулозно-хартиената промишленост в Мизия и Разлог (94-01, 94-03, 94-06 и 94-07), останалите – в БДЖ. От тях 94-04, 94-09 и 94-10 са в депо Червен бряг, а 94-02, 94-05 и 94-08 в депо Септември. От 1988 г. получават серия 81.000.
Локомотивите са еднокабинни, дизелхидравлични и с две двуосни талиги. Имат 12-цилиндров V-образен двигател с мощност 400 к.с. В процеса на експлоатация показват малък моторесурс и редица недостатъци по дизеловия двигател, което води до чести престои и продължителни ремонти. Поради това зачислените в депо Червен бряг машини са бракувани в края на март 1994 г. В депо Септември дизеловите двигатели са подменени с тези на бракуваните дизеловите мотриси серия 23-00 (мощност 365 к.с.). Последните са бракувани с почти неизползвани двигатели заради износените скоростни кутии. Така локомотивите показват много по-стабилна работа и продължават да извършват маневрената работа на гара Септември-теснолинейна.

## Експлоатационни и фабрични данни за локомотивите[1]
| Експл. № при доставката | Експл. № (от 1988 г.) | Бележки                                         |
| ----------------------- | --------------------- | ----------------------------------------------- |
| 94-01                   | 81 001.0              | В целул.-хартиената промишленост 1982 г.        |
| 94-02                   | 81 002.8              | От 2012 г. с № 98 52 0071 002-0                 |
| 94-03                   | 81 003.6              | В целул.-хартиената промишленост 1982 г.        |
| 94-04                   | 81 004.4              | Бракуван 1994 г.                                |
| 94-05                   | 81 005.1              | Продаден в Аржентина (YCRT Rail Argentina #501) |
| 94-06                   | 81 006.9              | В целул.-хартиената промишленост 1982 г.        |
| 94-07                   | 81 007.7              | В целул.-хартиената промишленост 1982 г.        |
| 94-08                   | 81 008.5              | От 2012 г. с № 98 52 0071 008-7                 |
| 94-09                   | 81 009.3              | Бракуван 1994 г.                                |
| 94-10                   | 81 010.1              | Бракуван 1994 г.                                |